# Gigantotheca raukumarai
Gigantotheca raukumarai är en nässeldjursart som beskrevs av Vervoort och Watson 2003. Gigantotheca raukumarai ingår i släktet Gigantotheca och familjen Sertulariidae. Inga underarter finns listade i Catalogue of Life.